# Exorcistul II: Ereticul
Exorcistul II: Ereticul (în engleză Exorcist II: The Heretic) este un film american de groază din 1977 regizat de John Boorman după un scenariu de Boorman și William Peter Blatty. În rolurile principale au interpretat actorii Linda Blair, Richard Burton, Louise Fletcher, Max von Sydow, Kitty Winn, Paul Henreid și James Earl Jones.
A fost produs de studiourile Warner Bros. și a avut premiera la 17 iunie 1977, fiind distribuit de Warner Bros.. Coloana sonoră a fost compusă de Ennio Morricone. 
Cheltuielile de producție s-au ridicat la 14 milioane $ și a avut încasări de 30,7 milioane $.
Este al doilea film din seria Exorcistul, bazată pe romanele lui William Peter Blatty, după Exorcistul (1973), fiind urmat de Exorcistul III (1990), Exorcistul: Începutul (2004) și Împărăția: Prolog la Exorcistul (2005).

## Distribuție
- Linda Blair - Regan MacNeil
- Richard Burton - Father Philip Lamont
- Louise Fletcher - Dr. Gene Tuskin
- Max von Sydow - părintele Lankester Merrin
- Kitty Winn - Sharon Spencer
- Paul Henreid - The Cardinal
- James Earl Jones - Kokumo
  - Joey Green - tânărul Kokumo
- Ned Beatty - Edwards
- Karen Knapp - vocea lui Pazuzu
- Dana Plato - Sandra Phalor (nemenționat)